# Tatra 603
Tatra 603 byl reprezentační osobní automobil, vyráběný automobilkou Tatra, národní podnik Kopřivnice v letech 1955 až 1975.
„Šestsettrojka“, jako nástupce Tatry 600 Tatraplan, byla posledním vozem slavné řady osobních vozidel firmy Tatra s proudnicovou karosérií (prvním byla Tatra 77 z roku 1933).

## Historie
Po válce pomalu začaly dosluhovat vozy T 87 a pozdější Tatraplany. Potřeba reprezentačního vozidla pro potřeby úřadů, ministerstev, vlády a KSČ byla v průběhu padesátých let stále akutnější. Poptávku po vozu této třídy nakonec na celé dvě desítky let uspokojila právě Tatra 603. Vůz byl v první řadě určen jako reprezentační služební vozidlo, respektive jako vůz určený převážně k přepravě na delší vzdálenosti.

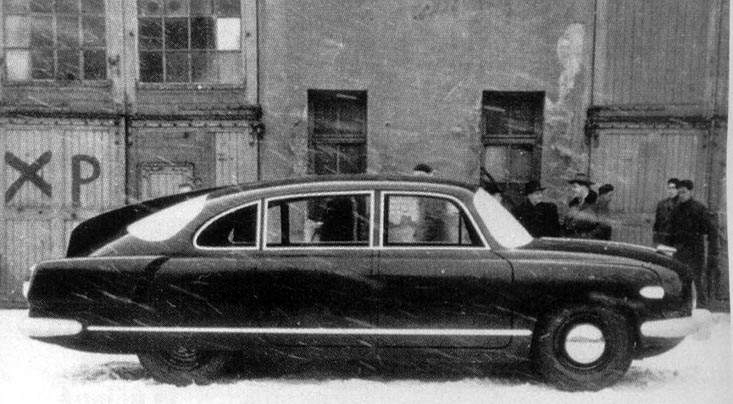
Maketa vozu Tatra 603 (1955) před dílnou vývoje

Počáteční vývoj Tatry 603 však probíhal víceméně tajně, proti vůli tehdejšího centrálního plánování. V době, kdy byl vůz prakticky již navržen, se situace změnila a projekt dostal zelenou. V roce 1955 byl postaven první, tvarově mírně odlišný prototyp, v dalších letech následovala ověřovací série 10 kusů a následně pak malosériová výroba. První Tatry 603 slavily velký úspěch na světové výstavě EXPO 1958 v Bruselu, už předtím však měly premiéru v průběhu Zimních olympijských her v Cortině d'Ampezzo. Automobil vynikal ladnými a vyváženými tvary, které jej výrazně odlišovaly od ostatních v té době vyráběných vozů. Díky své aerodynamicky tvarované karosérii získal později mnohá ocenění na soutěžích elegance (například „Zlatá stuha Wiesbadenu“).
Karosérie Tatry 603 je dílem výtvarníka Františka Kardause a tehdejšího vedoucího pražské Tatry a její konstrukční divize, Vladimíra Popeláře. Vůz dostal jméno po V8 motoru T 603, zkoušeném v prototypech T 600 a T 602 Tatraplan Sport, ideové návrhy karoserie nesly název Valuta. Vozidlo bylo vyráběno v závodě Tatra v Kopřivnici, později v pobočném závodě Tatry v Příboře. Vozy prvních sérií byly charakteristické typickou přední maskou se třemi světlomety pod společným krytem, z niž prostřední se měl původně natáčet spolu s koly přední nápravy. Po modernizaci (Tatra 2-603 od konce roku 1963) měla maska pro vyhovění předpisům světlomety čtyři. Konečnou podobu získala karosérie v modelovém roce 1968, kdy se i dvojice světlometů vzdálily více od sebe.

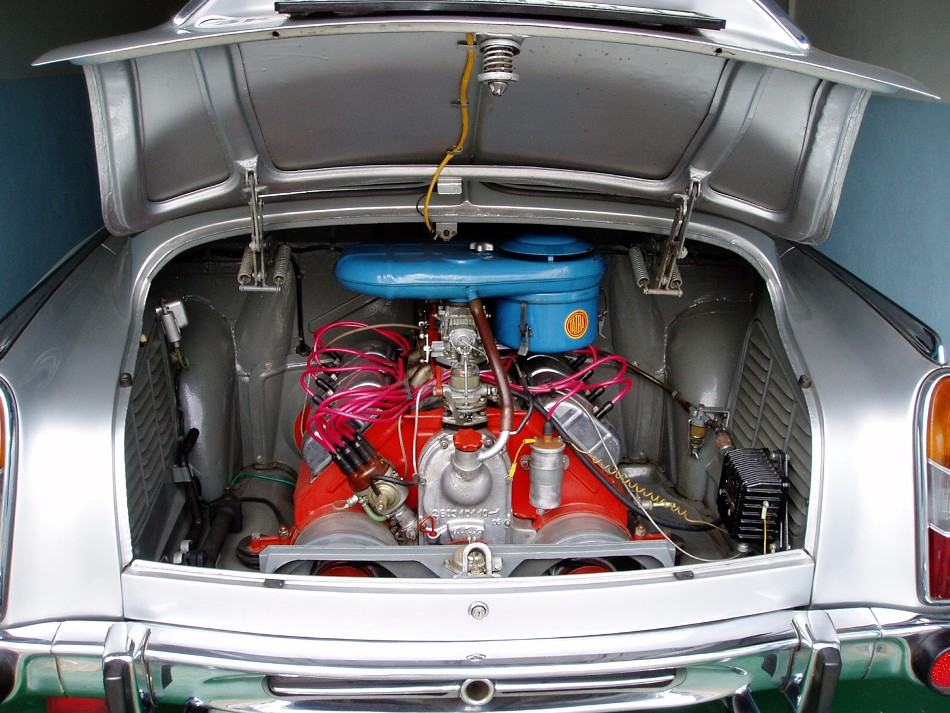
Motor Tatra 603 H (1975)

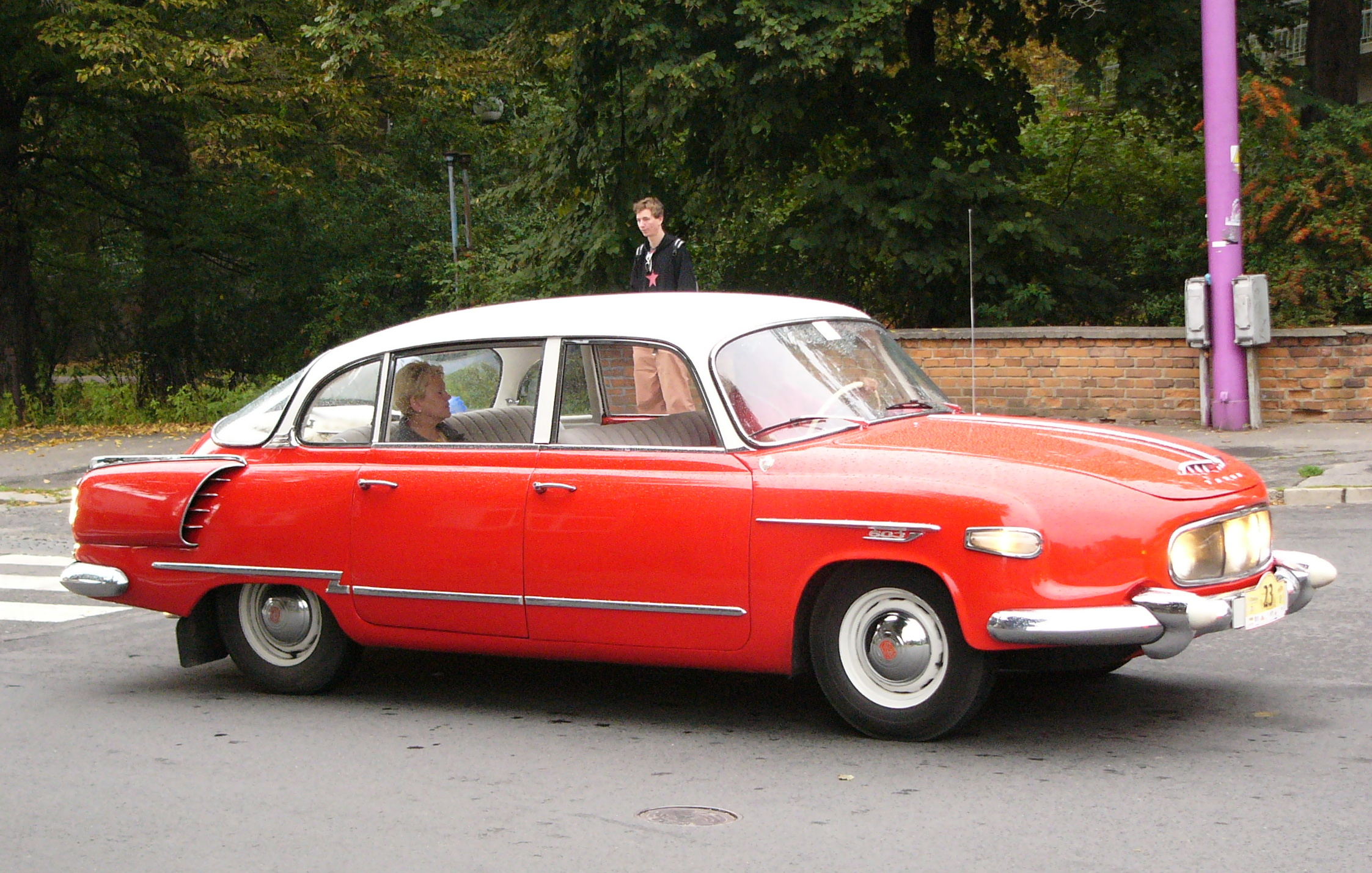
Tatra 603

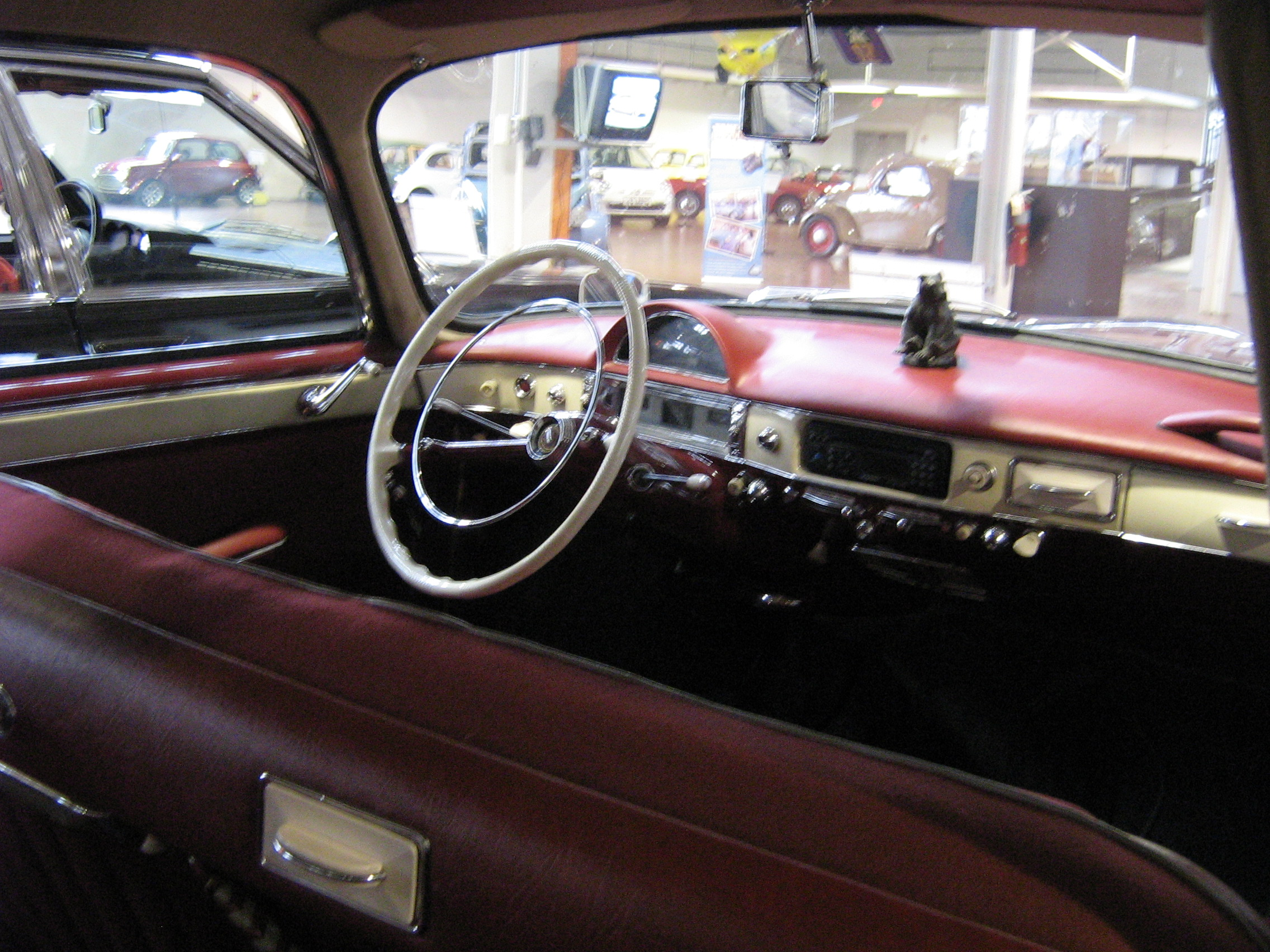
interiér T 603

Tatra 603 byla poháněna vzduchem chlazeným osmiválcovým motorem s objemem 2,5 litru, umístěným za zadní nápravou. Motor, který navrhl Ing. Julius Mackerle, měl u prvních typů výkon 73 kW, u posledních verzí 77 kW (105 koní) a poháněl přes čtyřstupňovou převodovku zadní nápravu. Brzdy byly zpočátku bubnové, od konce roku 1968 se montovaly licenční kotoučové brzdy Dunlop na všechna kola. Od roku 1973 vozidlo používalo bezkontaktní elektronické kondenzátorové zapalování PAL.
Motor byl v upravené verzi použit také pro pohon lehkého nákladního vozu Tatra 805 či pojízdných kompresorů a elektrocentrál.
Maximální rychlost T 603 byla 160 km/h (údaj výrobce), ve skutečnosti však byly vozy rychlejší a díky své aerodynamické karosérii s nízkým součinitelem odporu (Cw=0,354) dosahovaly rychlost přes 170 km/h. Jízdní vlastnosti odpovídaly koncepci s motorem za zadní nápravou s výkyvnými hnacími polonápravami, takže vozidlo bylo citlivé na boční vítr a při ostré jízdě v zatáčkách přetáčivé. Zlepšení jízdních vlastností napomohlo zavedení torzního stabilizátoru přední nápravy u typu T2-603, jakož i pozdější zavedení radiálních pneumatik Barum rozměru 180/90-SR15 s dezénem OR17, které byly vyvinuty speciálně pro T 603. Vozy měly velmi dobře vyřešeno odpružení s poměrně vysokým zdvihem kol a nízkou vratnou frekvencí, takže jízda s nimi byla pohodlná i na horších silnicích.

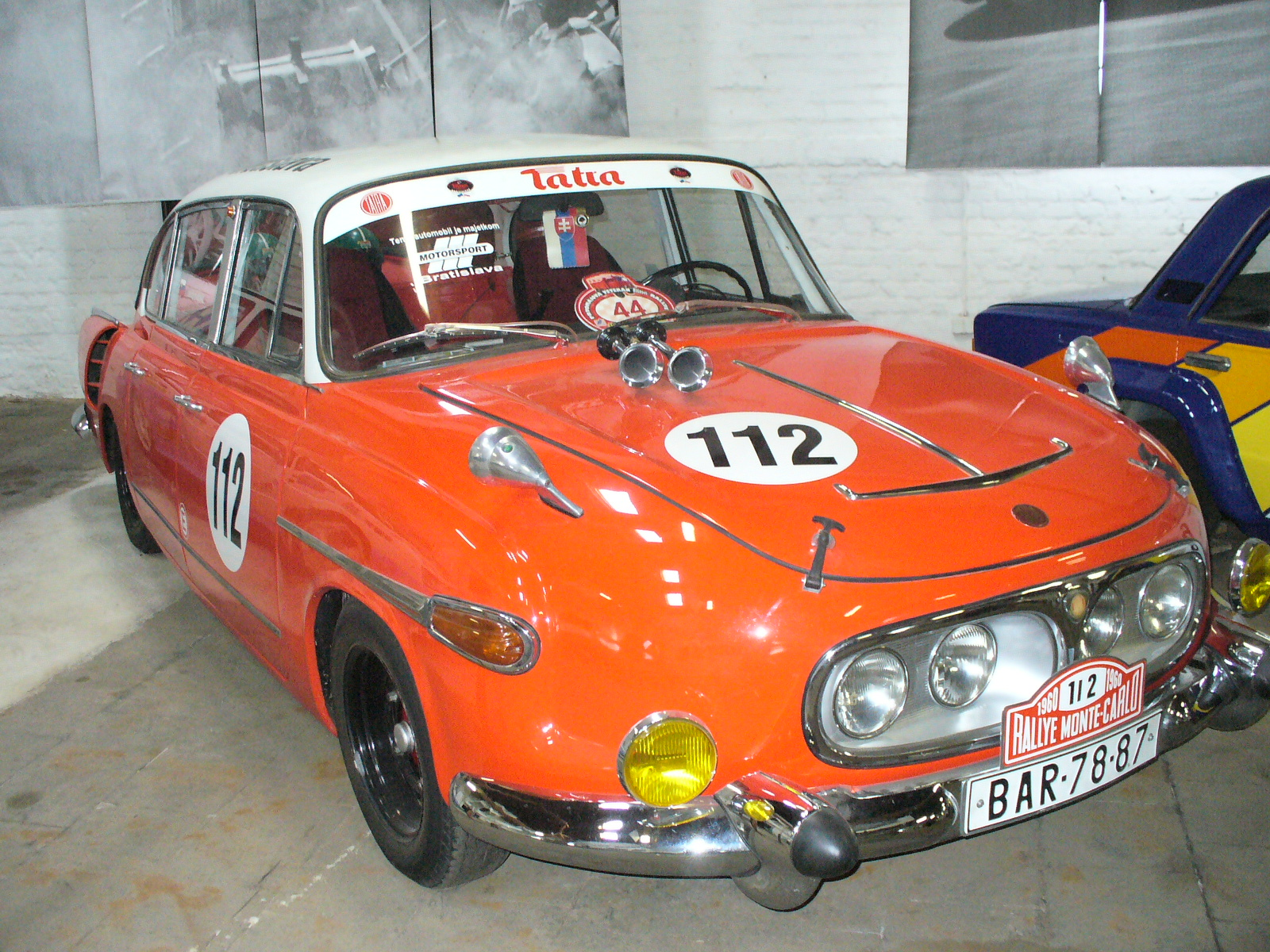
Tatra T2 603 Rallye (Monte Carlo) - vozy se měly závodu zúčastnit, ale na poslední chvíli státní orgány rozhodly jinak

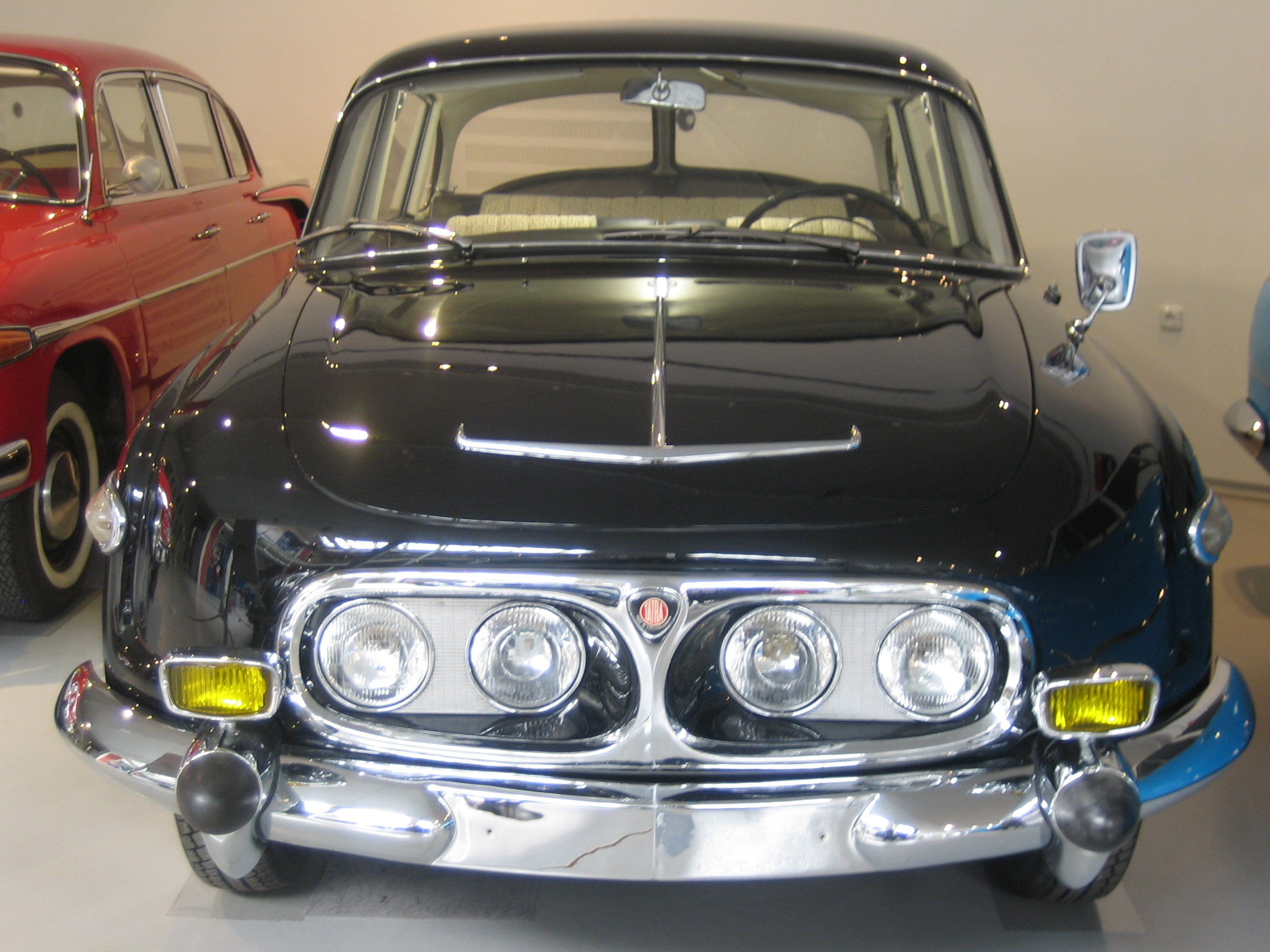
Tatra 2-603

I přes své velké rozměry a hmotnost byla Tatra 603 často nasazována na sportovní soutěže, kde dosáhla i několika zahraničních úspěchů. Upravené verze měly motor se zvýšeným výkonem a často byly odlehčené (hliníkové a laminátové) panely karosérie. Tyto vozy jezdily podle úpravy motoru a použitých převodů rychlostí přes 200 km/h. Nejvýznamnějších zahraničních úspěchů dosáhla Tatra 603 v belgickém vytrvalostním závodě Marathon de la Route, tak i na německém okruhu Nürburgring.

### Produkce
Ačkoliv zpočátku bylo vyráběno několik desítek vozů ročně, největší produkce bylo dosaženo v průběhu normalizace. V nejúspěšnějších letech 1973 a 1974 bylo vyrobeno až 1 600 vozů za rok. Rok 1975 pak byl posledním rokem produkce, následně byla Tatra 603 nahrazena modelem Tatra 613. Celkově bylo vyrobeno 20 422 vozů všech provedení; označených Tatra 603-1, Tatra 603-2 a následně modernizovaného Tatra 603-3 (což ovšem z důvodů komplikovaného homologačního řízení bylo nakonec pouze interní označení, oficiálně to byla stále Tatra 603-2, model 1968). Tím se Tatra 603 stala nejrozšířenějším typem značky Tatra. „Šestsettrojky“ nebyly v celém průběhu výroby prakticky vůbec exportovány (přes velký zájem o tento vůz) s výjimkou několika desítek kusů pro země bývalého východního bloku (Sovětský svaz, NDR, Bulharsko, Maďarsko). Ve své době vozy reprezentovaly díky nasazení na většině ambasád Československa.

### Prototypy

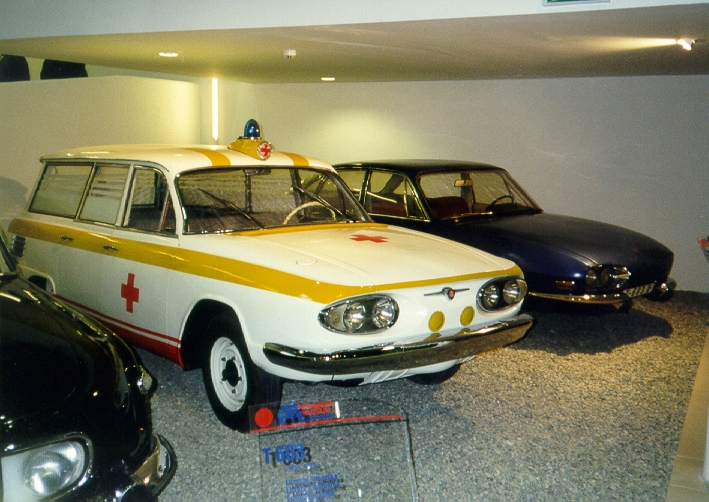
Tatra 603A Ambulance (1964)

Samostatnou kapitolu v životě Tatry 603 tvoří různé pokusy a návrhy o zásadní tvarovou modernizaci proudnicové karosérie. Do stádia realizace prototypu se dostala Tatra 603A  z pražské vývojové kanceláře. V bratislavské vývojové kanceláři Tatra pod vedením Ing. Ivana Mičíka vznikl od něj odvozený prototyp sanitka a samostatný velmi progresivní návrh Tatra 603X (kterou stylisticky i konstrukčně navrhl Ján Cina), obsahující mimo návrhu vlastní karosérie i mnohá inovativní technická řešení, zlepšující vlastnosti hlavně podvozkových skupin. Tyto vozy patří v současnosti do sbírek muzea Tatra v Kopřivnici.

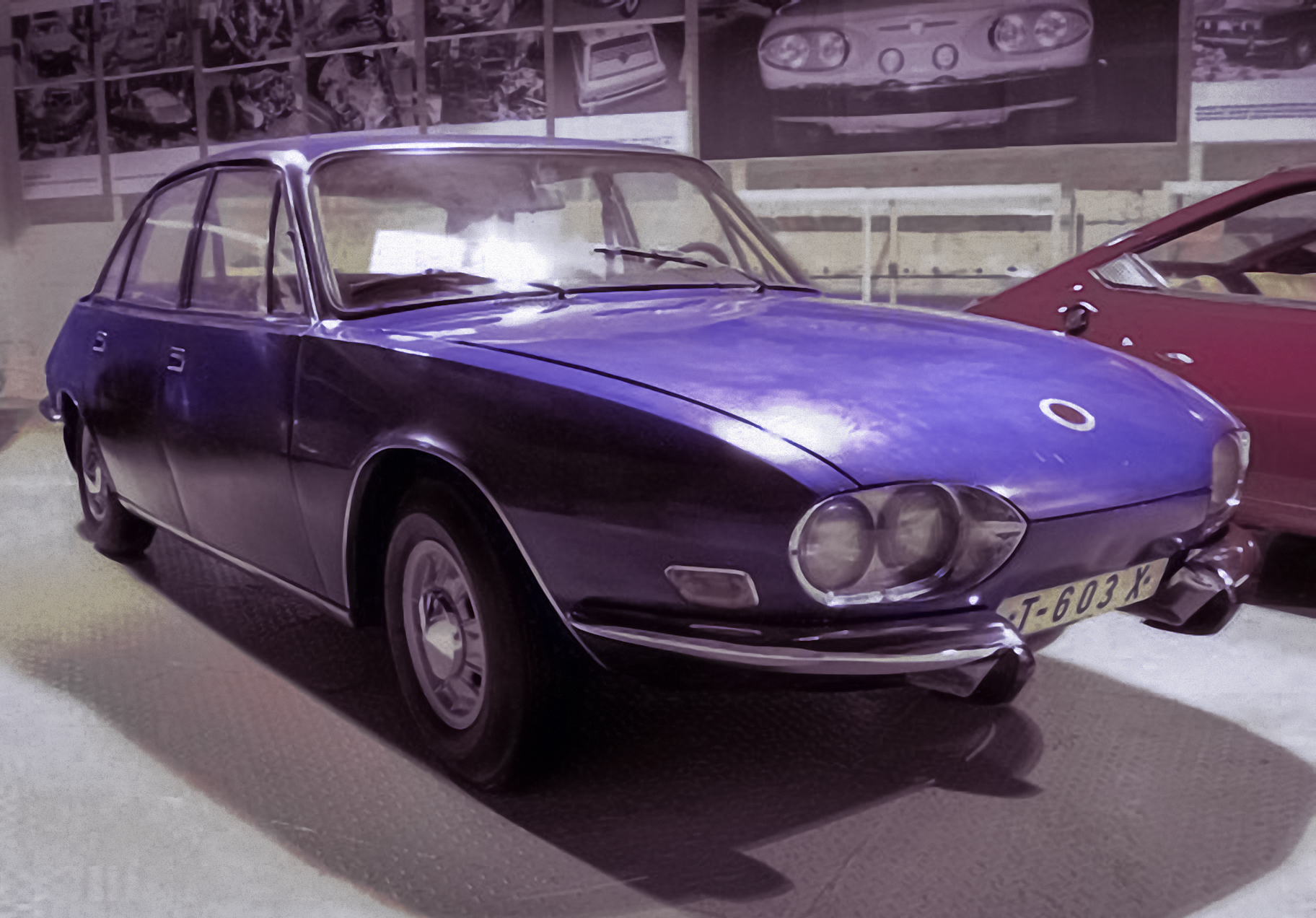
Tatra 603X 5 (1966)

Tatře 603X byly vytýkány hlavně menší rozměry oproti původní šestsettrojce a z toho vyplývající menší pohodlí posádky. Vedení továrny rozhodlo o výrobě úplně nového typu (Tatra 613), který však využíval mnohá technická řešení prototypu T 603X.
S využitím podvozkových skupin T 603 počítal návrh řady menších užitkových vozidel, který včetně tvarového řešení taktéž vznikl v závodě Tatra Bratislava. Byly ovšem vyrobeny pouze prototypy užitkových vozů s pohonem předních kol označených Tatra 603 MB (mikrobus) a Tatra 603 NP (nízkoplošinový valník) po jednom kuse a výroby se projekt nedočkal.
Kubánský vůdce Fidel Castro vlastnil bíle lakovanou Tatru 603, která zřejmě byla jediným exemplářem vybaveným klimatizací již od výrobce. Fidel Castro dostal tuto Tatru 603 výměnou za jím poskytnutý vůz Chevrolet Corvair.

## Tatra 603 v umění a kultuře
Kromě epizodní role ve filmu Jáchyme, hoď ho do stroje! (1974) se vůz Tatra 603 objevil i v řadě novějších snímků. Mimo jiné v hudebním videoklipu skupiny Orlík Čech (1990), v jednom z dílů německého seriálu Kobra 11 (Falešní policisté, 1996), ve videoklipu k písni Slave To The Wage skupiny Placebo (2000), či v americkém snímku Řada nešťastných příhod (Lemony Snicket's A Series of Unfortunate Events) s Jimem Carreym (2004).

## Tatra 603 ve světě
V Kanadě se nachází deset až patnáct Tater 603, další se nacházejí ve Spojených státech.

## Technické údaje

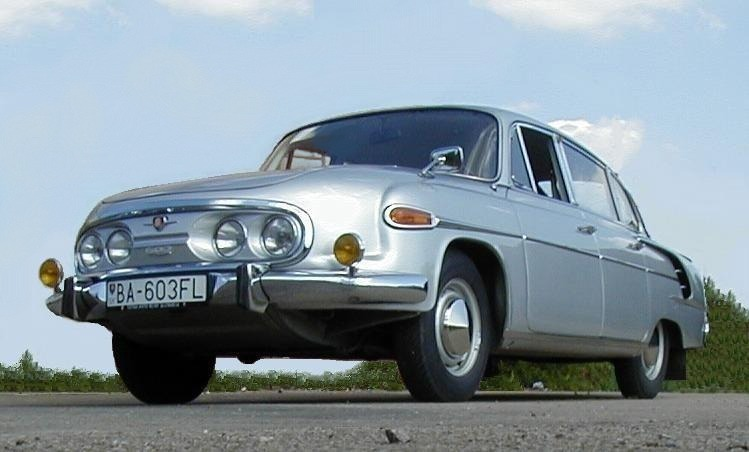
Tatra 2-603 (1975)

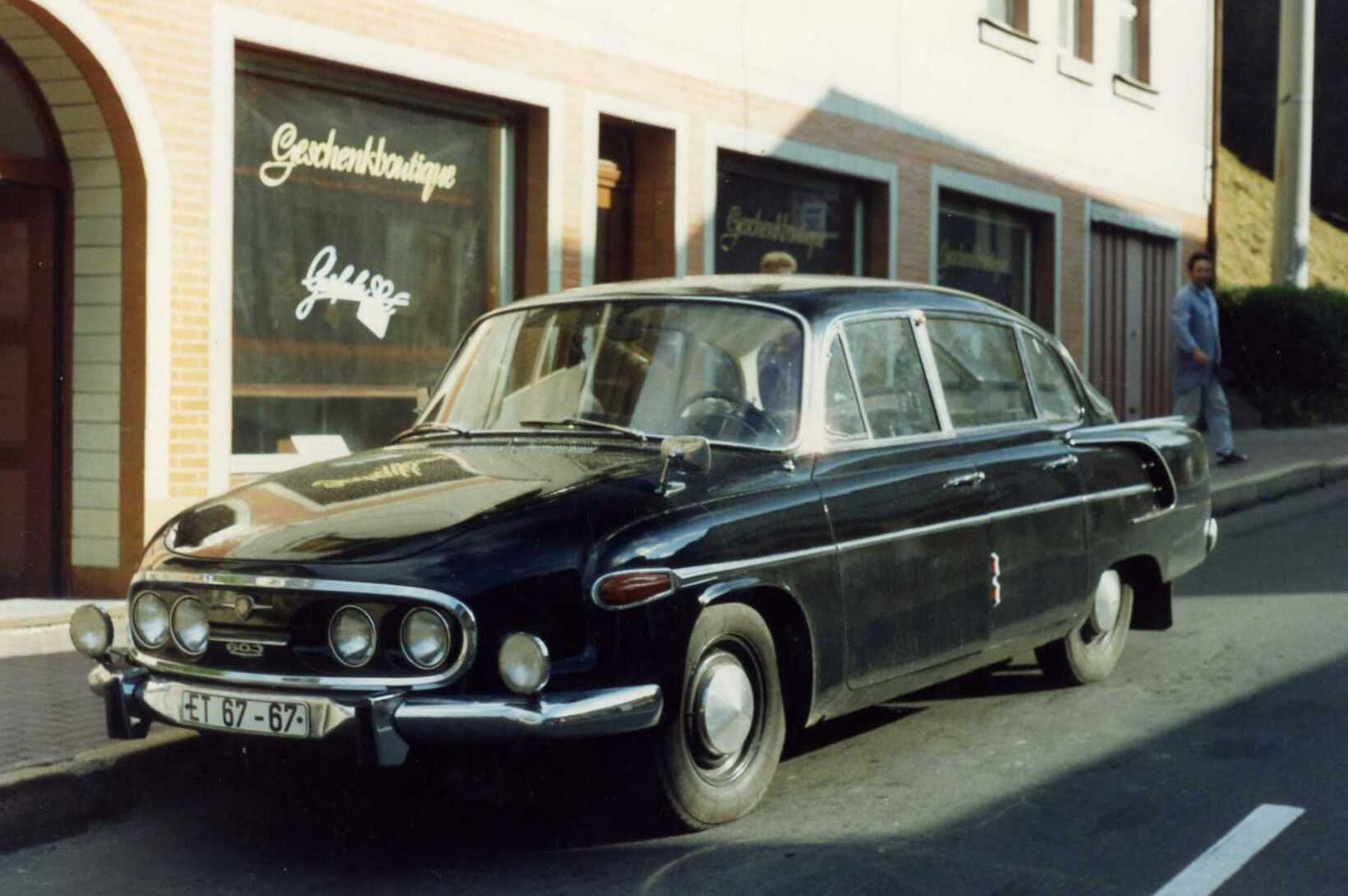
Tatra 2-603 poslední varianty

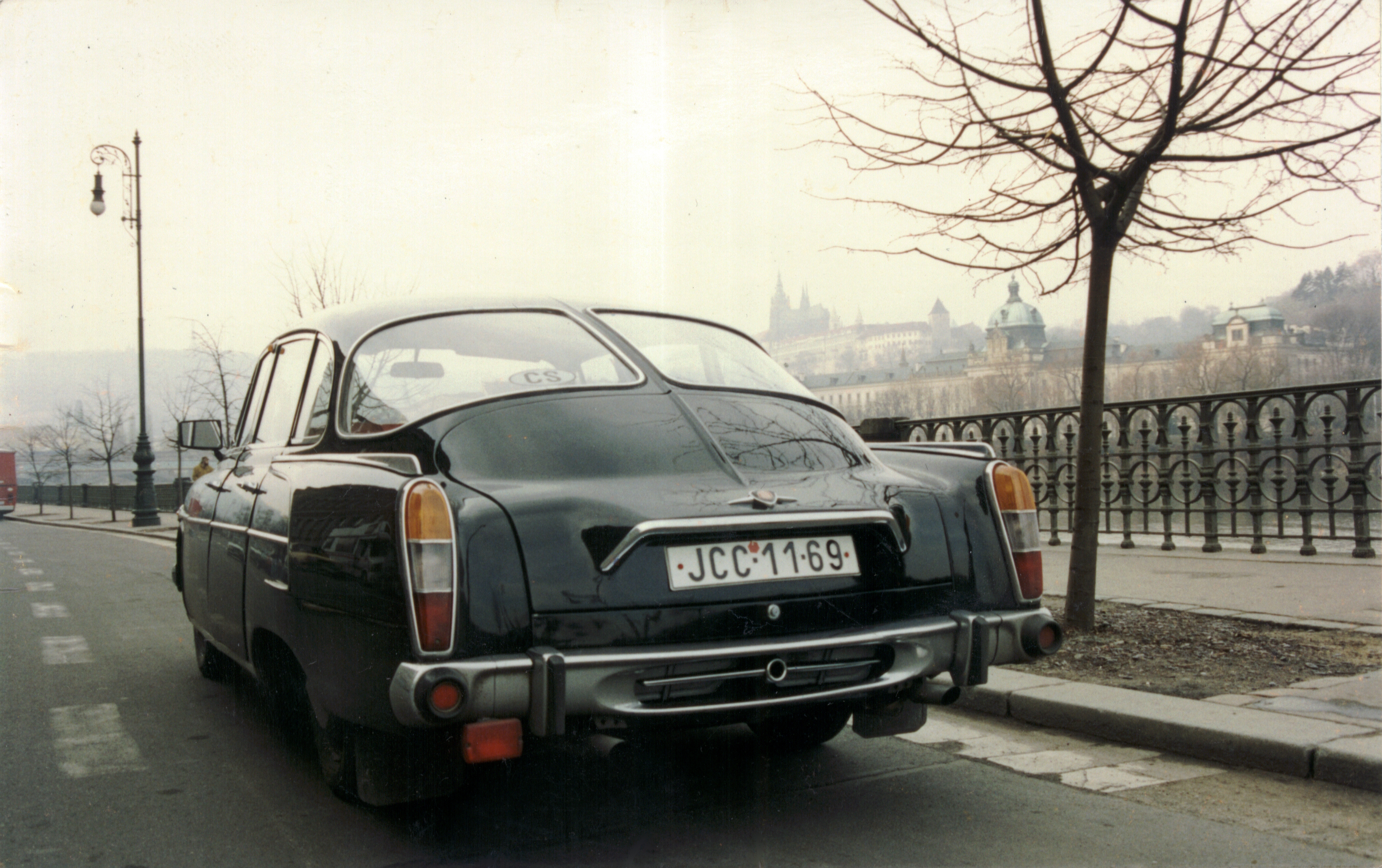
záď poslední verze

### Motor
- Vzduchem chlazený hliníkový osmiválec s rozvodem OHV a válci do V s úhlem 90°
- Objem: 2545 cm³
- Výkon (podle série): 73 kW/ 98 k při 4 500 otáčkách za minutu - 77 kW/ 105 k při 4 800 otáčkách za minutu
- Maximální rychlost: 160 km/h
- Zrychlení 0 - 100 km/h: 19 s
- Spotřeba 13 l/100 km

### Rozměry
- Délka: 5065 mm
- Šířka: 1910 mm
- Výška: 1530 mm
- Rozvor: 2750 mm

- Zavazadlový prostor: 370 litrů
  - Za zadními sedadly: 120 litrů

- Hmotnost: 1470 kg